# Liste von Horrorfilmen der 1970er Jahre
Die Liste von Horrorfilmen der 1970er Jahre gibt einen chronologischen Überblick über Produktionen, die im Zeitraum von 1970 bis 1979 in diesem Genre gedreht wurden. Bei der Nutzung ist zu beachten, dass ein Großteil der aufgeführten Filme sich mit artverwandten Genres aus dem Bereich der Phantastik wie Science-Fiction und Fantasy überschneidet, aber auch Kriminalfilm und Komödie. Die Liste erhebt keinen Anspruch auf Vollständigkeit.

## 1970
| Titel                                                                     | Regie                                               | Produktionsland                                    |
| ------------------------------------------------------------------------- | --------------------------------------------------- | -------------------------------------------------- |
| Beiß mich Liebling!                                                       | Helmut Förnbacher                                   | BR Deutschland                                     |
| Big Foot – Das größte Monster aller Zeiten Big Foot                       | Robert Slatzer                                      | Vereinigte Staaten                                 |
| Das Bildnis des Dorian Gray Il dio chiamato Dorian                        | Massimo Dallamano                                   | Vereinigtes Königreich / Italien / BR Deutschland  |
| Crescendo – Die Handschrift des Satans Crescendo                          | Alan Gibson                                         | Vereinigtes Königreich                             |
| Dracula jagt Frankenstein Los monstruos del terror                        | Tulio Demicheli, Hugo Fregonese, Eberhard Meichsner | Spanien / BR Deutschland / Italien                 |
| Dracula – Nächte des Entsetzens Scars of Dracula                          | Roy Ward Baker                                      | Vereinigtes Königreich                             |
| Flesh Feast                                                               | Brad F. Grinter                                     | Vereinigte Staaten                                 |
| Frankensteins Schrecken The Horror of Frankenstein                        | Jimmy Sangster                                      | Vereinigtes Königreich                             |
| Das Geheimnis der schwarzen Handschuhe L’uccello dalle piume di cristallo | Dario Argento                                       | Italien / BR Deutschland                           |
| Das Geheimnis von Schloß Monte Christo Ivanna                             | José Luis Merino                                    | Italien / Spanien                                  |
| Gruft der Vampire The Vampire Lovers                                      | Roy Ward Baker                                      | Vereinigtes Königreich / Vereinigte Staaten        |
| Hexen bis aufs Blut gequält                                               | Michael Armstrong, Adrian Hoven                     | BR Deutschland                                     |
| Der Hexentöter von Blackmoor El proceso de las brujas / Il trono di fuoco | Jess Franco                                         | Liechtenstein / Italien / Spanien / BR Deutschland |
| Jonathan                                                                  | Hans W. Geißendörfer                                | BR Deutschland                                     |
| Die lebenden Leichen des Dr. Mabuse Scream and Scream Again               | Gordon Hessler                                      | Vereinigtes Königreich                             |
| Nachts, wenn Dracula erwacht El conde Dracula                             | Jess Franco                                         | Spanien / BR Deutschland / Italien / Liechtenstein |
| Der Todesschrei der Hexen Cry of the Banshee                              | Gordon Hessler                                      | Vereinigtes Königreich                             |
| Totentanz der Vampire The House That Dripped Blood                        | Peter Duffell                                       | Vereinigtes Königreich                             |
| Das Ungeheuer Trog                                                        | Freddie Francis                                     | Vereinigtes Königreich                             |
| Wie schmeckt das Blut von Dracula? Taste the Blood of Dracula             | Peter Sasdy                                         | Vereinigtes Königreich                             |
| The Wizard of Gore                                                        | Herschell Gordon Lewis                              | Vereinigte Staaten                                 |

## 1971
| Titel                                  | Regie                       | Produktionsland                             |
| -------------------------------------- | --------------------------- | ------------------------------------------- |
| Blut an den Lippen                     | Harry Kümel                 | Belgien / Frankreich / BR Deutschland       |
| Comtesse des Grauens                   | Peter Sasdy                 | Vereinigtes Königreich                      |
| Cuadecuc, vampir                       | Pere Portabella             | Spanien                                     |
| Dracula im Schloß des Schreckens       | Antonio Margheriti          | Italien / Frankreich / BR Deutschland       |
| Draculas Bluthochzeit mit Frankenstein | Al Adamson                  | Vereinigte Staaten                          |
| Draculas Hexenjagd                     | John Hough                  | Vereinigtes Königreich                      |
| Duell                                  | Steven Spielberg            | Vereinigte Staaten                          |
| Die Fratze                             | Peter Collinson             | Vereinigtes Königreich                      |
| Das Grab der blutigen Mumie            | Seth Holt, Michael Carreras | Vereinigtes Königreich                      |
| Die Grotte der vergessenen Leichen     | Emilio Miraglia             | Italien                                     |
| Im Blutrausch des Satans               | Mario Bava                  | Italien                                     |
| Nacht der Vampire                      | León Klimovsky              | Spanien / BR Deutschland                    |
| Nur Vampire küssen blutig              | Jimmy Sangster              | Vereinigtes Königreich                      |
| Octaman – Die Bestie aus der Tiefe     | Harry Essex                 | Vereinigte Staaten / Mexiko                 |
| Das Schreckenskabinett des Dr. Phibes  | Robert Fuest                | Vereinigtes Königreich / Vereinigte Staaten |
| Totentanz der Vampire                  | Peter Duffell               | Vereinigtes Königreich                      |
| Vampyros Lesbos – Erbin des Dracula    | Jess Franco                 | BR Deutschland / Spanien                    |
| Venom                                  | Peter Sykes                 | Vereinigtes Königreich                      |
| Willard                                | Daniel Mann                 | Vereinigte Staaten                          |
| Zaat                                   | Don Barton, Arnold Stevens  | Vereinigte Staaten                          |

## 1972
| Titel                           | Regie                 | Produktionsland                             |
| ------------------------------- | --------------------- | ------------------------------------------- |
| Asylum                          | Roy Ward Baker        | Vereinigtes Königreich                      |
| Baron Blood                     | Mario Bava            | BR Deutschland / Italien                    |
| Blacula                         | William Crain         | Vereinigte Staaten                          |
| Der Blob                        | Larry Hagman          | Vereinigte Staaten                          |
| Circus der Vampire              | Robert Young          | Vereinigtes Königreich                      |
| Das Ding mit den 2 Köpfen       | Lee Frost             | Vereinigte Staaten                          |
| Dracula jagt Minimädchen        | Alan Gibson           | Vereinigtes Königreich                      |
| El monte de las brujas          | Raúl Artigot          | Spanien                                     |
| The Fiend                       | Robert Hartford-Davis | Vereinigtes Königreich                      |
| Frogs                           | George McCowan        | Vereinigte Staaten                          |
| Das Geheimnis des gelben Grabes | Armando Crispino      | Italien / BR Deutschland / Jugoslawien      |
| Horror-Expreß                   | Eugenio Martín        | Vereinigtes Königreich / Spanien            |
| The Legend of Boggy Creek       | Charles B. Pierce     | Vereinigte Staaten                          |
| Das letzte Haus links           | Wes Craven            | Vereinigte Staaten                          |
| Mondo Cannibale                 | Umberto Lenzi         | Italien                                     |
| Die Nacht der offenen Särge     | Jess Franco           | Spanien / Frankreich                        |
| Die Nacht der reitenden Leichen | Amando de Ossorio     | Spanien / Portugal                          |
| Non si sevizia un paperino      | Lucio Fulci           | Italien                                     |
| Rabbits                         | William F. Claxton    | Vereinigte Staaten                          |
| Die Rückkehr des Dr. Phibes     | Robert Fuest          | Vereinigtes Königreich / Vereinigte Staaten |
| Tunnel der lebenden Leichen     | Gary Sherman          | Vereinigtes Königreich                      |
| Der Turm der lebenden Leichen   | Jim O’Connolly        | Vereinigtes Königreich / Vereinigte Staaten |

## 1973
| Titel                                                 | Regie                 | Produktionsland                           |
| ----------------------------------------------------- | --------------------- | ----------------------------------------- |
| Andy Warhols Frankenstein                             | Paul Morrissey        | Vereinigte Staaten / Italien / Frankreich |
| Blackenstein                                          | Williem A. Levey      | Vereinigte Staaten                        |
| Blutbad des Schreckens                                | Marc B. Ray           | Vereinigte Staaten                        |
| Cannibal Man                                          | Eloy de la Iglesia    | Spanien                                   |
| Crazies                                               | George A. Romero      | Vereinigte Staaten                        |
| Dracula                                               | Dan Curtis            | Vereinigtes Königreich                    |
| Dracula braucht frisches Blut                         | Alan Gibson           | Vereinigtes Königreich                    |
| Die eiserne Rose                                      | Jean Rollin           | Frankreich                                |
| Embryo des Bösen                                      | Roy Ward Baker        | Vereinigtes Königreich                    |
| Der Exorzist                                          | William Friedkin      | Vereinigte Staaten                        |
| Experiments                                           | Peter Newbrook        | Vereinigtes Königreich                    |
| Der Fluch der schwarzen Schwestern                    | Joseph W. Sarno       | BR Deutschland / Schweden / Schweiz       |
| Das Grab der lebenden Puppen                          | Don Sharp             | Vereinigtes Königreich                    |
| Hexen – geschändet und zu Tode gequält                | Adrian Hoven          | BR Deutschland / Vereinigtes Königreich   |
| The Loreley’s Grasp – Die Bestie im Mädchen-Pensionat | Amando de Ossorio     | Spanien                                   |
| Die Rebellion der lebenden Leichen                    | León Klimovsky        | Spanien                                   |
| Die Rückkehr der reitenden Leichen                    | Amando de Ossorio     | Spanien                                   |
| Die Säge des Teufels                                  | Sergio Martino        | Italien                                   |
| Das Sanatorium zur Todesanzeige                       | Wojciech Has          | Polen                                     |
| Der Schrei des Todes                                  | Bob Kelljan           | Vereinigte Staaten                        |
| Die Schwestern des Bösen                              | Brian De Palma        | Vereinigte Staaten                        |
| Sssnake Kobra                                         | Bernard L. Kowalski   | Vereinigte Staaten                        |
| Die Stunde der grausamen Leichen                      | Javier Aguirre        | Spanien                                   |
| Theater des Grauens                                   | Douglas Hickox        | Vereinigtes Königreich                    |
| Der Werwolf von Washington                            | Milton Moses Ginsberg | Vereinigte Staaten                        |
| The Wicker Man                                        | Robin Hardy           | Vereinigtes Königreich                    |
| Die Zärtlichkeit der Wölfe                            | Ulli Lommel           | BR Deutschland                            |

## 1974
| Titel                                      | Regie                      | Produktionsland                   |
| ------------------------------------------ | -------------------------- | --------------------------------- |
| Die 7 goldenen Vampire                     | Roy Ward Baker, Chang Cheh | Vereinigtes Königreich / Hongkong |
| Die Autos, die Paris auffraßen             | Peter Weir                 | Australien                        |
| Bat People – Die Blutsauger                | Jerry Jameson              | Vereinigte Staaten                |
| Blutgericht in Texas                       | Tobe Hooper                | Vereinigte Staaten                |
| Castigata – Die Gezüchtigte                | Gianfranco Mingozzi        | Italien / Frankreich              |
| Frankensteins Höllenmonster                | Terence Fisher             | Vereinigtes Königreich            |
| Das Geisterschiff der schwimmenden Leichen | Amando de Ossorio          | Spanien                           |
| Jessy – Die Treppe in den Tod              | Bob Clark                  | Kanada                            |
| Das Leichenhaus der lebenden Toten         | Jorge Grau                 | Spanien / Italien                 |
| Das Phantom im Paradies                    | Brian De Palma             | Vereinigte Staaten                |
| Die schwarzen Zombies von Sugar Hill       | Paul Maslansky             | Vereinigte Staaten                |
| Die Wiege des Bösen                        | Larry Cohen                | Vereinigte Staaten                |

## 1975
| Titel                                 | Regie              | Produktionsland                             |
| ------------------------------------- | ------------------ | ------------------------------------------- |
| Angriff der Riesenspinne              | Bill Rebane        | Vereinigte Staaten                          |
| Das Biest                             | Walerian Borowczyk | Frankreich                                  |
| Das Blutgericht der reitenden Leichen | Amando de Ossorio  | Spanien                                     |
| Deafula                               | Peter Wolf         | Vereinigte Staaten                          |
| Feuerkäfer Bug                        | Jeannot Szwarc     | Vereinigte Staaten                          |
| Die Frauen von Stepford               | Bryan Forbes       | Vereinigte Staaten                          |
| Nachts, wenn die Leichen schreien     | Robert Fuest       | Vereinigte Staaten                          |
| Parasiten-Mörder                      | David Cronenberg   | Kanada                                      |
| Picknick am Valentinstag              | Peter Weir         | Australien                                  |
| The Rocky Horror Picture Show         | Jim Sharman        | Vereinigtes Königreich / Vereinigte Staaten |
| Vier im rasenden Sarg                 | Jack Starrett      | Vereinigte Staaten                          |
| Der weiße Hai                         | Steven Spielberg   | Vereinigte Staaten                          |

## 1976
| Titel                                         | Regie                                                 | Produktionsland                             |
| --------------------------------------------- | ----------------------------------------------------- | ------------------------------------------- |
| A*P*E                                         | Paul Leder                                            | Südkorea / Vereinigte Staaten               |
| Big Snuff                                     | Michael Findlay, Roberta Findlay, Horacio Fredriksson | Argentinien / Vereinigte Staaten / Kanada   |
| Bloodsucking Freaks                           | Joel M. Reed                                          | Vereinigte Staaten                          |
| Carrie – Des Satans jüngste Tochter           | Brian De Palma                                        | Vereinigte Staaten                          |
| Communion – Messe des Grauens                 | Alfred Sole                                           | Vereinigte Staaten                          |
| Das Haus der lachenden Fenster                | Pupi Avati                                            | Italien                                     |
| Jack the Ripper – Der Dirnenmörder von London | Jess Franco                                           | Schweiz / BR Deutschland                    |
| Ein Kind zu töten…                            | Narciso Ibáñez Serrador                               | Spanien                                     |
| King Kong                                     | John Guillermin                                       | Vereinigte Staaten                          |
| Landhaus der toten Seelen                     | Dan Curtis                                            | Vereinigte Staaten                          |
| Martin                                        | George A. Romero                                      | Vereinigte Staaten                          |
| Der Mieter                                    | Roman Polański                                        | Frankreich                                  |
| Das Monster von London                        | William Crain                                         | Vereinigte Staaten                          |
| Das Omen                                      | Richard Donner                                        | Vereinigtes Königreich / Vereinigte Staaten |
| Rache aus dem Jenseits                        | Arthur Marks                                          | Vereinigte Staaten                          |
| Der Rattengott                                | Krsto Papić                                           | Jugoslawien                                 |
| Track of the Moon Beast                       | Richard Ashe                                          | Vereinigte Staaten                          |

## 1977
| Titel                                      | Regie               | Produktionsland                |
| ------------------------------------------ | ------------------- | ------------------------------ |
| Audrey Rose – das Mädchen aus dem Jenseits | Robert Wise         | Vereinigte Staaten             |
| Blutrausch                                 | Tobe Hooper         | Vereinigte Staaten             |
| Death Bed: The Bed That Eats               | George Barry        | Vereinigte Staaten             |
| Exorzist II – Der Ketzer                   | John Boorman        | Vereinigte Staaten             |
| Hausu                                      | Nobuhiko Obayashi   | Japan                          |
| Hügel der blutigen Augen                   | Wes Craven          | Vereinigte Staaten             |
| In der Gewalt der Riesenameisen            | Bert I. Gordon      | Vereinigte Staaten             |
| Inferno Carnal                             | José Mojica Marins  | Brasilien                      |
| Mörderspinnen                              | John Cardos         | Vereinigte Staaten             |
| Mondo Cannibale, 2. Teil – Der Vogelmensch | Ruggero Deodato     | Italien                        |
| Nackt unter Kannibalen                     | Joe D’Amato         | Italien                        |
| Orca, der Killerwal                        | Michael Anderson    | Vereinigte Staaten             |
| Panik in der Sierra Nova                   | William Girdler     | Vereinigte Staaten             |
| Der Polyp – Die Bestie mit den Todesarmen  | Ovidio G. Assonitis | Italien / Vereinigte Staaten   |
| Rabid – Der brüllende Tod                  | David Cronenberg    | Kanada                         |
| Sette note in nero                         | Lucio Fulci         | Italien                        |
| Shock Waves – Die aus der Tiefe kamen      | Ken Wiederhorn      | Vereinigte Staaten             |
| Suspiria                                   | Dario Argento       | Italien                        |
| Der Teufel auf Rädern                      | Elliot Silverstein  | Vereinigte Staaten             |
| Des Teufels Saat                           | Donald Cammell      | Vereinigte Staaten             |
| Das Unheimliche                            | Denis Héroux        | Kanada/ Vereinigtes Königreich |
| Victor Frankenstein                        | Calvin Floyd        | Schweden / Irland              |

## 1978
| Titel                                     | Regie                   | Produktionsland              |
| ----------------------------------------- | ----------------------- | ---------------------------- |
| Angriff der Killertomaten                 | John De Bello           | Vereinigte Staaten           |
| Damien – Omen II                          | Don Taylor, Mike Hodges | Vereinigte Staaten           |
| Foltermühle der gefangenen Frauen         | Jean Rollin             | Frankreich                   |
| Halloween – Die Nacht des Grauens         | John Carpenter          | Vereinigte Staaten           |
| Ich spuck auf dein Grab                   | Meir Zarchi             | Vereinigte Staaten           |
| Die Körperfresser kommen                  | Philip Kaufman          | Vereinigte Staaten           |
| Magic – Eine unheimliche Liebesgeschichte | Richard Attenborough    | Vereinigte Staaten           |
| Piranhas                                  | Joe Dante               | Vereinigte Staaten           |
| Der Todesschrei                           | Jerzy Skolimowski       | Vereinigtes Königreich       |
| Der Todesschrei der Kannibalen            | Sisworo Gautama Putra   | Indonesien                   |
| Die weiße Göttin der Kannibalen           | Sergio Martino          | Italien                      |
| Der weiße Hai 2                           | Jeannot Szwarc          | Vereinigte Staaten           |
| Zombie                                    | George A. Romero        | Italien / Vereinigte Staaten |

## 1979
| Titel                                                | Regie               | Produktionsland                                         |
| ---------------------------------------------------- | ------------------- | ------------------------------------------------------- |
| Alien – Das unheimliche Wesen aus einer fremden Welt | Ridley Scott        | Vereinigte Staaten / Vereinigtes Königreich             |
| Amityville Horror                                    | Stuart Rosenberg    | Vereinigte Staaten                                      |
| Das Böse                                             | Don Coscarelli      | Vereinigte Staaten                                      |
| Die Brut                                             | David Cronenberg    | Kanada                                                  |
| Dracula                                              | John Badham         | Vereinigte Staaten / Vereinigtes Königreich             |
| Mord an der Themse                                   | Bob Clark           | Vereinigtes Königreich / Kanada                         |
| Nosferatu – Phantom der Nacht                        | Werner Herzog       | BR Deutschland / Frankreich                             |
| Piranhas II – Die Rache der Killerfische             | Antonio Margheriti  | Vereinigtes Königreich / Brasilien / Vereinigte Staaten |
| Prophezeiung                                         | John Frankenheimer  | Vereinigte Staaten                                      |
| Sado – Stoß das Tor zur Hölle auf                    | Joe D’Amato         | Italien                                                 |
| Die Todesgrotten der Shaolin                         | Tsui Hark           | Hongkong                                                |
| Tourist Trap – Die Touristenfalle                    | David Schmoeller    | Vereinigte Staaten                                      |
| Das verräterische Herz                               | Karl Heinz Kramberg | BR Deutschland                                          |
| Woodoo – Die Schreckensinsel der Zombies             | Lucio Fulci         | Italien                                                 |